# Раздельный старт
Раздельный старт — способ старта во многих индивидуальных соревнованиях на время, когда спортсмены стартуют не одновременно, как при масс-старте, а по отдельности, через определённые интервалы времени.
Раздельный старт используется в тех видах спорта, где спортсмены, расположенные в стартовом коридоре ближе к линии старта, получают существенное преимущество по сравнению со спортсменами, расположенными позади них. Как правило, это виды спорта с использованием технических средств, таких как, лыжи, велосипед, мотоцикл, автомобиль. Поскольку, в отличие от человеческого тела, маневрирование на трассе имеет намного более узкий диапазон, борьба между спортсменами за лучшее место чревата повышенным травматизмом. Недостатком раздельного старта считается изменение погодных условий во время него (снег, дождь, ветер, повышение/понижение температуры). И спортсмен, стартующий первым, может получить преимущество за счёт этого, поскольку находился на трассе во время более благоприятных погодных условий, чем стартующие позже, и наоборот.
В лыжных гонках и биатлоне спортсмены стартуют с интервалом от 30 до 60 секунд.
В гребле спортсмены стартуют с интервалом от 10 до 20 секунд.
В спортивном ориентировании спортсмены стартуют с интервалом от 30 до 60 секунд.
Практически во всех видах автоспорта и мотоспорта раздельный старт применяется на стадии квалификации, чтобы определить позицию (место) на старте.